# 大石代悟
大石 代悟（おおいし だいご、1950年7月15日 - ）は、山梨県出身の空手家。国際空手道連盟 極真会館 世界総極真の代表。総極真空手九段を取得。

## 来歴
大山倍達の著書「世界ケンカ旅」を読み、影響を受けて高校卒業後の1969年3月16日に極真会館に入門し、内弟子となる。山崎照朝・大山泰彦の指導を受け、修行に励む。
1971年の第3回オープントーナメント全日本空手道選手権大会にCブロックから出場。勝ち上がり、Cブロック代表をかけて吉岡幸男と対戦。同大会の特筆さるべき好試合となり、大石が柔軟な四股を駆使し、回し蹴り・後ろ回し蹴りと連続して6回繰り出す回転技「風車」で攻めると、吉岡は軽快なフットワークで下がりながらかわす。大石の連続攻撃が途切れた間隙をついて、吉岡がコンビネーションで反撃。大石も軽快なフットワークで捌き、試合は延長・再延長までもつれた。大石は体重判定で吉岡に勝ち、大石はA・B・Cの各ブロックの進出者3名による決勝リーグ戦に進出。佐藤勝昭・大山泰彦に敗れ、3位入賞を果たした。
1974年の第6回全日本空手道選手権大会では、1回戦から4試合連続一本勝ちをし、6位に入賞。1975年の第1回オープントーナメント全世界空手道選手権大会には日本代表として出場、4位入賞を果たした。
1976年、大山倍達より命を受け極真会館山梨県支部長に就任し、1977年には静岡県支部長も兼任する。1998年に70人組手を完遂した。
2003年1月23日、日本文化振興会より社会文化功労賞を受賞。極真連合会に属し、極真会館大石道場（総本部は静岡県沼津市）の主席師範として指導を行う。
2012年11月、全日本極真連合会を退会し、長谷川一幸最高師範と国際空手道連盟 極真会館 世界総極真を立ち上げ、副代表となる。
2014年11月、九段に昇段。
2017年4月、世界総極真の代表に就任。

## 人物
- 華麗な蹴り技は妖刀村正と呼ばれ、大山倍達は大石を「足技の天才」と評した[6]。

## 出演
映画
- けんか空手 極真拳（1975年、東映）
- 地上最強のカラテシリーズ - 本人